# Аганагич, Майна
Майна Аганагич (босн. Mina Aganagic, макед. Мина Аганагиќ; род. в Боснии) — американский учёный, физик, специалист в области теории струн. Доктор философии (1999), профессор математики и физики Калифорнийского университета в Беркли, где преподаёт с 2004 года, фелло Американского физического общества (2016).

## Биография
Окончила с отличием Калифорнийский технологический институт (бакалавр физики, 1995) и там же в 1999 году получила степень доктора философии по теоретической физике, защитив диссертацию под руководством Дж. Г. Шварца. В 1999—2003 годах являлась постдоком на кафедре физики Гарвардского университета. В 2003—2004 годах ассистент- и адъюнкт-профессор Вашингтонского университета. С 2004 года в Калифорнийском университете в Беркли, ассистент-профессор, с 2008 года ассоциированный профессор, с 2012 года профессор.
Среди её соавторов Э. В. Френкель, А. Ю. Окуньков, К. Вафа.
Награды и отличия
- Outstanding Junior Investigator, Министерство энергетики (2003)
- Стипендия Слоуна (2004)
- Miller Research Professor[англ.] (2016-17)
- Simons Investigator, Simons Foundation[англ.] (2016-20)
- UNC Alfred T. Brauer Lecture (2018)[3]